# Гантінгтон (Массачусетс)
Гантінгтон (англ. Huntington) — місто (англ. town) в США, в окрузі Гемпшир штату Массачусетс. Населення — 2094 особи (2020).

## Демографія
Згідно з переписом 2010 року, у місті мешкало 2180 осіб у 868 домогосподарствах у складі 593 родин. Було 1014 помешкання
Расовий склад населення:
| - 97,0 % — білих - 0,4 % — чорних або афроамериканців - 0,2 % — корінних американців - 0,1 % — вихідців з тихоокеанських островів - 0,1 % — азіатів |

До двох чи більше рас належало 1,8 %. Частка іспаномовних становила 1,9 % від усіх жителів.
За віковим діапазоном населення розподілялося таким чином: 21,2 % — особи молодші 18 років, 67,0 % — особи у віці 18—64 років, 11,8 % — особи у віці 65 років та старші. Медіана віку мешканця становила 42,9 року. На 100 осіб жіночої статі у місті припадало 100,6 чоловіків;  на 100 жінок у віці від 18 років та старших — 101,4 чоловіків також старших 18 років.
Середній дохід на одне домашнє господарство  становив 73 505 доларів США (медіана — 66 713), а середній дохід на одну сім'ю — 79 690 доларів (медіана — 78 056). Медіана доходів становила 52 981 долар для чоловіків та 33 224 долари для жінок. За межею бідності перебувало 8,0 % осіб, у тому числі 13,1 % дітей у віці до 18 років та 0,0 % осіб у віці 65 років та старших.
Цивільне працевлаштоване населення становило 1113 осіб. Основні галузі зайнятості: освіта, охорона здоров'я та соціальна допомога — 29,2 %, виробництво — 20,1 %, роздрібна торгівля — 11,3 %, мистецтво, розваги та відпочинок — 6,8 %.